# Светкавица (фотография)
Вижте пояснителната страница за други значения на Светкавица.
Светкавица във фотографията е устройство, произвеждащо изкуствена светлина, изкуствено осветление със скорост около 1/1000 до 1/200 в секунда при студена цветна температура от 5500 K с цел да се освети фотографската сцена.
Основна цел на светкавицата е да освети тъмна сцена. LED светкавици са използвани при телефоните и смартфоните. Често светкавиците са инсталирани в самия фотоапарат или телефон, но съществуват и такива, които се инсталират в „гнездо“ на телефона, както и външни светкавици, свързвани с кабел или радио.